# Wasserburg Friedrichsgrün
Die Wasserburg Friedrichsgrün, auch Wohl, Wol, Wolteich, Walteich genannt, ist eine abgegangene Wasserburg im Ortsteil Friedrichsgrün der Gemeinde Reinsdorf im Landkreis Zwickau in Sachsen. 

## Lage
Im Norden von Friedrichsgrün im Gelände des Vorwerks Hammelhof.

## Geschichte und Beschreibung
Die Wasserburg wurde 1200 bis 1250 gegründet und befand sich auf dem Gelände des jüngeren Vorwerkes Hammelhof. Es handelte sich um eine rechteckige Niederungsburg mit abgerundeten Ecken, einem umlaufenden wasserführendem Graben und einem Außenwall im Nordwesten, Westen und Süden. Der heutige Burgstall zeigt nur noch Geländespuren des Turmhügels und des Außenwalls. Die Wasserburg Friedrichsgrün wurde am 15. August 1958 als Bodendenkmal unter Schutz gestellt. Laut Geupel wurden hier (bis 1983) keine Funde gemacht und es liegen auch keine urkundlichen Quellen vor.

## Einzelbelege
1. ↑  Volkmar Geupel: Die geschützten Bodendenkmale im Bezirk Karl-Marx-Stadt (= Landesmuseum für Vorgeschichte [Hrsg.]: Kleine Schriften des Landesmuseums für Vorgeschichte Dresden. Band 3). Dresden 1983, S. 77–78, 80.